# Identity (album)
Az Identity a Zee egyetlen albuma, amely egy rövid életű kapcsolat eredménye a Pink Floyd billentyűse Richard Wright és Dave Harris között. Az 1984-ben megjelent Identity albumról Wrightnak az az érzése, hogy ez egy próbálkozás, aminek sosem kellett volna megjelennie.
Az album producere Wright és Harris volt, az összes dalszöveget Harris írta.

## Számok
Az összes dalt Richard Wright és Dave Harris szerezte.
1. "Cönfüsiön" – 4:17
2. "Vöices" – 6:21
3. "Priväte Persön" – 3:36
4. "Stränge Rhythm" – 6:36
5. "Cüts Like Ä Diämönd" – 5:36
6. "By Töüching" – 5:39
7. "Höw Dö Yöü Dö It" – 4:45
8. "Seems We Were Dreäming" – 4:57
9. "Eyes Of A Gypsy" – 4:13

## Előadók
- Richard Wright: billentyűsök, ütős hangszerek, vezető és háttérének
- Dave Harris: Gitár, billentyűsök, ütős hangszerek, vezető és háttérének